# Kola Abdulai
Kola Abdulai (eigentlich Lawal Kolawole Abdulai; * 22. Juli 1947 in Zaria; † 30. Juli 2009 in Phoenix, Vereinigte Staaten) war ein nigerianischer Sprinter.
Bei den Olympischen Spielen 1968 in Mexiko-Stadt erreichte er über 100 m das Viertelfinale und wurde in der 4-mal-100-Meter-Staffel mit der nigerianischen Mannschaft im Halbfinale disqualifiziert.
1970 schied er bei den British Commonwealth Games in Edinburgh über 100 m im Halbfinale aus und kam in der 4-mal-100-Meter-Staffel auf den siebten Platz.
Bei den Olympischen Spielen 1972 in München erreichte er über 100 m das Viertelfinale und in der 4-mal-100-Meter-Staffel das Halbfinale.
1974 wurde er bei den British Commonwealth Games in Christchurch Sechster über 100 m und gewann mit der nigerianischen 4-mal-100-Meter-Stafette Bronze.
Seine elektronisch gestoppte Bestzeit über 100 m von 10,30 s stellte er am 28. Mai 1976 in Lagos auf, seine handgestoppte von 10,0 s am 7. Mai 1977 in Benin City.